# Tournoi de clôture du championnat de Colombie de football 2003
Navigation
Tournoi précédent Tournoi suivant
Le tournoi de clôture de la saison 2003 du Championnat de Colombie de football est le deuxième tournoi de la cinquante-sixième édition du championnat de première division professionnelle en Colombie. 
Les dix-huit meilleures équipes du pays disputent le championnat semestriel qui se déroule en deux phases :
- lors de la phase régulière, les équipes s'affrontent une fois plus une rencontre supplémentaire face à une formation du même secteur géographique.
- les huit premiers du classement disputent la phase finale (deux poules de quatre équipes), dont les deux vainqueurs se rencontrent lors de la finale nationale pour le titre.

La relégation est décidée en faisant la moyenne des points obtenus lors des trois dernières saisons (à savoir 2001, 2002 et 2003). Le dernier de ce classement cumulé est relégué et remplacé par le champion de Copa Aguila, la deuxième division colombienne.
C'est le club du Deportes Tolima qui remporte le tournoi, après avoir battu en finale le Deportivo Cali. C'est le tout premier titre de champion de l'histoire du club.

## Qualifications continentales
Le vainqueur du tournoi Clôture se qualifie pour la phase de groupes de la prochaine édition de la Copa Libertadores. Un classement cumulé des tournois Ouverture et Clôture offre une autre place à la meilleure équipe non encore qualifiée (la troisième place est détenue par le vainqueur du tournoi Ouverture) et deux places aux deux équipes suivantes.

## Les clubs participants
| - Independiente Santa Fe - CD Los Millonarios - Deportivo Tuluá - Deportes Tolima - Once Caldas - Independiente Medellin - Centauros Villavicencio - Deportivo Pasto - Deportes Quindio | - Atlético Nacional - Atlético Huila - América de Cali - Atlético Bucaramanga - Deportivo Pereira - Unión Magdalena - Deportivo Cali - Atlético Junior - Envigado FC |

## Compétition
Le barème utilisé pour établir l'ensemble des classements est le suivant :
- Victoire : 3 points
- Match nul : 1 point
- Défaite : 0 point

### Phase régulière
| Rang | Équipe                  | Pts | J  | G  | N | P | Bp | Bc | Diff |
| ---- | ----------------------- | --- | -- | -- | - | - | -- | -- | ---- |
| 1    | Deportivo Cali          | 34  | 18 | 10 | 4 | 4 | 34 | 18 | +16  |
| 2    | Atlético Nacional       | 32  | 18 | 9  | 5 | 4 | 23 | 14 | +9   |
| 3    | Unión Magdalena         | 28  | 18 | 9  | 1 | 8 | 20 | 18 | +2   |
| 4    | Independiente Medellín  | 28  | 18 | 8  | 4 | 6 | 20 | 15 | +5   |
| 5    | Deportivo Pasto         | 28  | 18 | 8  | 4 | 6 | 20 | 19 | +1   |
| 6    | Deportes Tolima         | 27  | 18 | 7  | 6 | 5 | 22 | 17 | +5   |
| 7    | CD Los Millonarios      | 26  | 18 | 8  | 2 | 8 | 21 | 21 | 0    |
| 8    | Atlético Junior         | 25  | 18 | 7  | 4 | 7 | 24 | 28 | -4   |
| 9    | Deportivo Pereira       | 25  | 18 | 6  | 7 | 5 | 20 | 18 | +2   |
| 10   | Deportes Quindío        | 25  | 18 | 6  | 7 | 5 | 21 | 20 | +1   |
| 11   | América de Cali         | 25  | 18 | 6  | 7 | 5 | 23 | 23 | 0    |
| 12   | Atlético Huila          | 24  | 18 | 6  | 6 | 6 | 23 | 25 | -2   |
| 13   | Independiente Santa Fe  | 24  | 18 | 5  | 9 | 4 | 15 | 13 | +2   |
| 14   | Once Caldas T           | 18  | 18 | 4  | 6 | 8 | 20 | 26 | -6   |
| 15   | Envigado FC             | 18  | 18 | 3  | 9 | 6 | 18 | 21 | -3   |
| 16   | Atlético Bucaramanga    | 17  | 18 | 4  | 5 | 9 | 24 | 30 | -6   |
| 17   | Deportivo Tuluá         | 17  | 18 | 4  | 5 | 9 | 16 | 26 | -10  |
| 18   | Centauros Villavicencio | 17  | 18 | 4  | 5 | 9 | 15 | 27 | -12  |

|  | Qualification pour la phase finale |

### Phase finale

#### Demi-finales
| Rang | Équipe             | Pts | J | G | N | P | Bp | Bc | Diff |
| ---- | ------------------ | --- | - | - | - | - | -- | -- | ---- |
| 1    | Deportivo Cali     | 12  | 6 | 3 | 3 | 0 | 10 | 6  | +4   |
| 2    | CD Los Millonarios | 10  | 6 | 3 | 1 | 2 | 9  | 7  | +2   |
| 3    | Unión Magdalena    | 9   | 6 | 2 | 3 | 1 | 7  | 6  | +1   |
| 4    | Deportivo Pasto    | 1   | 6 | 0 | 1 | 5 | 4  | 11 | -7   |

| Rang | Équipe                 | Pts | J | G | N | P | Bp | Bc | Diff |
| ---- | ---------------------- | --- | - | - | - | - | -- | -- | ---- |
| 1    | Deportes Tolima        | 10  | 6 | 3 | 1 | 2 | 8  | 7  | +1   |
| 2    | Atlético Junior        | 10  | 6 | 3 | 1 | 2 | 8  | 7  | +1   |
| 3    | Atlético Nacional      | 9   | 6 | 3 | 0 | 3 | 8  | 8  | 0    |
| 4    | Independiente Medellin | 6   | 6 | 2 | 0 | 4 | 8  | 10 | -2   |

#### Finale
| Équipe 1        | Résultat      | Équipe 2       | Aller | Retour |
| --------------- | ------------- | -------------- | ----- | ------ |
| Deportes Tolima | 3 - 3 4-2 tab | Deportivo Cali | 2 - 0 | 1 - 3  |

### Classement cumulé 2003
| Rang | Équipe                  | Pts | J  | G  | N  | P  | Bp | Bc | Diff |
| ---- | ----------------------- | --- | -- | -- | -- | -- | -- | -- | ---- |
| 1    | Deportivo Cali          | 88  | 50 | 25 | 13 | 12 | 84 | 54 | +30  |
| 2    | Atlético Junior         | 76  | 50 | 22 | 10 | 18 | 60 | 58 | +2   |
| 3    | CD Los Millonarios      | 74  | 48 | 21 | 11 | 16 | 60 | 51 | +9   |
| 4    | Once CaldasOuv          | 71  | 44 | 19 | 14 | 11 | 61 | 44 | +17  |
| 5    | Unión Magdalena         | 65  | 48 | 18 | 11 | 19 | 52 | 59 | -7   |
| 6    | Deportes TolimaClo      | 62  | 44 | 17 | 11 | 16 | 57 | 51 | +6   |
| 7    | América de Cali         | 62  | 42 | 16 | 14 | 12 | 60 | 58 | +2   |
| 8    | Atlético Nacional       | 61  | 42 | 18 | 7  | 17 | 48 | 42 | +6   |
| 9    | Deportivo Pereira       | 60  | 42 | 15 | 15 | 12 | 51 | 50 | +1   |
| 10   | Independiente Medellín  | 59  | 42 | 17 | 8  | 17 | 57 | 48 | +9   |
| 11   | Centauros Villavicencio | 53  | 42 | 13 | 14 | 15 | 44 | 57 | -13  |
| 12   | Atlético Huila          | 50  | 36 | 12 | 14 | 10 | 45 | 47 | -2   |
| 13   | Deportivo Pasto         | 48  | 42 | 12 | 12 | 18 | 39 | 48 | -9   |
| 14   | Atlético Bucaramanga    | 42  | 36 | 10 | 12 | 14 | 45 | 50 | -5   |
| 15   | Independiente Santa Fe  | 42  | 36 | 10 | 12 | 14 | 30 | 36 | -6   |
| 16   | Envigado FC             | 40  | 36 | 9  | 13 | 14 | 38 | 44 | -6   |
| 17   | Deportes Quindío        | 38  | 36 | 9  | 11 | 16 | 34 | 48 | -14  |
| 18   | Deportivo Tuluá         | 32  | 36 | 6  | 14 | 16 | 31 | 50 | -19  |

|  | Qualification pour la Copa Libertadores 2004 (vainqueur d'un tournoi) |
|  | Qualification pour la Copa Libertadores 2004                          |
|  | Qualification pour la Copa Sudamericana 2004                          |
|  | Relégation directe en Copa Aguilar                                    |

- Centauros Villavicencia est relégué car il possède la moins bonne moyenne de points sur les trois dernières saisons.

## Bilan de la saison
| Championnat de Colombie de football 2003 |                             |
| Champion                                 | Deportes Tolima (1er titre) |
| Qualifications continentales             |                             |
| Copa Libertadores 2004                   | Deportes Tolima             |
| Copa Libertadores 2004                   | Deportivo Cali              |
| Copa Sudamericana 2004                   | Atlético Junior             |
| Copa Sudamericana 2004                   | CD Los Millonarios          |
| Promotions et relégations                |                             |
| Promus en Copa Mustang                   | Boyacá Chicó                |
| Relégués en Copa Aguila                  | Centauros Villavicencio     |